# Gonzalo Villar del Fraile
Gonzalo Villar del Fraile (Múrcia, Regió de Múrcia, 23 de març de 1998) és un futbolista espanyol que juga com a migcampista al Granada CF. És internacional amb la selecció espanyola.

## Trajectòria
Gonzalo Villar és un migcampista format al Real Murcia CF, on va jugar en categories inferiors i més tard al planter de l'Elx CF, arribant fins al filial en la temporada 2014-15. Durant l'estiu de 2015, el del traumàtic descens administratiu, va fer les maletes rumb a València, deixant en les arques il·licitanes una quantitat propera als 200.000 euros.
Més tard, arribaria a formar part de la plantilla del València Mestalla amb el qual jugaria diverses temporades en Segona B.
La temporada 2018-19, va signar per tres temporades amb l'Elx CF per reforçar el conjunt il·licità en el seu retorn a la Lliga, encara que el València CF es quedava amb el 80 % del futur traspàs del futbolista.
Al gener de 2020 es va anunciar la contractació del jugador per l'AS Roma de la Sèrie A per 4 temporades, ja que el València CF, propietari del jugador, va comunicar que no exercia el dret de tempteig que tenia en el seu poder per igualar l'oferta del club italià. El club italià va pagar cinc milions d'euros dels quals un aniria a les arques de l'Elx CF, i els altres quatre pel València CF.

## Internacional
El 8 de juny de 2021 va debutar amb la selecció espanyola en un amistós davant Lituània que van guanyar per 4-0.